# Scotinomys
Scotinomys é um género de roedor da família Cricetidae.

## Espécies
- Scotinomys teguina (Alston, 1877)
- Scotinomys xerampelinus (Bangs, 1902)